# Kōsuke Fujioka
Kōsuke Fujioka (japanisch 藤岡 浩介 Fujioka Kōsuke; * 13. August 1994 in der Präfektur Yamaguchi) ist ein japanischer Fußballspieler.

## Karriere
Kōsuke Fujioka erlernte das Fußballspielen in der Schulmannschaft der Nissho Gakuen High School. Seinen ersten Vertrag unterschrieb er im Januar 2013 bei Fagiano Okayama. Die erste Mannschaft des Vereins aus Okayama spielte in der zweiten japanischen Liga, der J2 League, die zweite Mannschaft, Fagiano Okayama NEXT, spielte in der Japan Football League. Für die zweite Mannschaft absolvierte er Ligaspiele. In der ersten Mannschaft kam er nicht zum Einsatz. Im Januar 2017 wechselte er zum Ligakonkurrenten Tegevajaro Miyazaki. Mit dem Verein aus Miyazaki wurde er Ende 2020 Vizemeister und stieg somit in die dritte Liga auf. Sein Drittligadebüt gab Kōsuke Fujioka am 14. März 2021 (1. Spieltag) im Heimspiel gegen Iwate Grulla Morioka. Hier stand er in der Startelf und wurde in der 78. Minute gegen Makoto Mimura ausgewechselt. Iwate Grulla Morioka gewann das Spiel mit 1:0. Im Januar 2022 wechselte er ablösefrei nach Gifu um Drittligisten FC Gifu. 2024 wurde er zusammen mit dem Brasilianer Marcus Índio Torschützenkönig der Liga. Beider erzielten jeweils 19 Treffer. Nach 106 Ligaspielen, in denen er 38 Treffer erzielte, wechselte er im Januar 2025 nach Imabari zum Zweitligaaufsteiger FC Imabari.

## Auszeichnungen
J3 League
- Torschützenkönig: 2024 (19 Tore)